# Igor Petrowitsch Ostaschow
Igor Petrowitsch Ostaschow (russisch Игорь Петрович Осташов, wiss. Transliteration Igor' Petrovič Ostašov; * 3. Mai 1937 in Archangelsk; † 1. April 1998) war ein sowjetischer Eisschnellläufer.
Ostaschow, der für den Burevestnik Archangelsk startete, nahm von 1963 bis 1968 an internationalen Wettbewerben teil. Dabei kam er bei der Mehrkampfeuropameisterschaft 1963 in Göteborg auf den 21. Platz im Großen Vierkampf. Im folgenden Jahr belegte er bei der Mehrkampfeuropameisterschaft in Oslo den 17. Platz im Großen Vierkampf und in Innsbruck bei seiner einzigen Teilnahme an Olympischen Winterspielen den 12. Platz über 10.000 m. Er nahm an keiner Weltmeisterschaft teil. Seine beste Platzierung bei sowjetischen Meisterschaften erreichte er im Jahr 1967 mit dem sechsten Platz im Großen Vierkampf.

## Persönliche Bestzeiten
| Disziplin | Zeit       | Datum             | Ort           |
| --------- | ---------- | ----------------- | ------------- |
| 500 m     | 42,4 s     | 29. Januar 1968   | Almaty        |
| 1500 m    | 2:07,3 min | 16. Januar 1968   | Almaty        |
| 3000 m    | 4:38,5 min | 23. Dezember 1963 | Tscheljabinsk |
| 5000 m    | 7:49,5 min | 16. Januar 1968   | Almaty        |